# 新雅典鎮區 (伊利諾伊州聖克萊爾縣)
新雅典鎮區（英語：New Athens Township）是位於美國伊利諾伊州聖克萊爾縣的一個行政鎮區。

## 地方資料
根據2010年美國人口普查的數據，新雅典鎮區的面積為93.20平方千米，當中陸地面積為88.10平方千米，而水域面積為5.10平方千米。當地共有人口2501人，而人口密度為每平方千米26.83人。